# Шулери (фільм)
«Шулери» (англ. Rounders) — американський фільм про таємний світ високих ставок покеру 1998 року. Термін "rounder" означає особу, яка мандрує від міста до міста шукаючи великих ставок, щоб швидко заробити гроші.

## Зміст
Молодий студент юридичного факультету та за сумісництвом професійний гравець в карти Майк, який мріє про гроші, славу і перемогу на чемпіонаті світу з покеру, програє значну суму грошей кримінальному авторитету Тедді КДБ, після чого вирішує ніколи не брати в руки карти. У розмірене життя Майка втручається друг дитинства Лестер на прізвисько «Хробак», який виходить з в'язниці з величезним багажем боргів і в перші ж дні на волі примудряється нажити собі могутніх ворогів. Для порятунку друга Майк змушений повернутися в світ карткової гри по великих ставках, тим самим порушивши обіцянку, дану своїй нареченій і самому собі.

## Ролі
| Актор              | Роль                  |
| ------------------ | --------------------- |
| Метт Деймон        | Майк Макдермот        |
| Едвард Нортон      | Лестер «Хробак» Мерфі |
| Ґретчен Мол        | Джо                   |
| Джон Малкович      | Тедді "KGB"           |
| Джон Туртурро      | Джоуї Книш            |
| Фамке Янссен       | Петра                 |
| Мартін Ландау      | Ейб Петровський       |
| Майкл Рісполі      | Грама                 |
| Меліна Канакаредес | Барбара               |
| Горан Вішнич       | Моріс                 |
| Девід Заяс         | Озборн                |
| Білл Кемп          | Айзенберг             |
| Джонні Чен         | у ролі самого себе    |

## Знімальна група
- Режисер — Джон Дав
- Сценарист — Девід Левін, Браян Коппельман
- Продюсер — Тед Демме, Джоель Стіллерман, Боббі Коен
- Композитор — Крістофер Янг
- Оператор — Жан-Ів Ескоф'є

## Цікаві факти
- Ідея стрічки виникла у Браяна Коппельмана під час відвідин одних з підпільних гральних будинків Нью-Йорка. Він програв $750, після цього придумав ідею майбутнього сценарію.
- За сценарієм герой Едварда Нортона курить. Проте некурящий актор відмовився навіть торкатися до сигарет.
- У одному з епізодів Майк (Метт Деймон) виймає гроші з книги про покер «Суперсистеми», написаної легендарним гравцем в покер Дойлом Брансоном і виголошує декілька цитат з цієї книги. Примітно, що Деймон грав в покер з Брансоном на світовому чемпіонаті по покеру в 1998 році в Лас-Вегасі і програв йому.
- Джоні Чен погодився зіграти у фільмі самого себе лише з любові до дочки, яка обов'язково хотіла познайомитися з Меттом Деймоном.

## Нагороди
- 1998 - Southeastern Film Critics Association Awards - Едвард Нортон
- 1998 - номінація на Золотого лева Венеційського кінофестивалю за режисуру - Джон Даль.